# Lynda S. Robinson
Lynda Suzanne Robinson (Amarillo, 6 luglio 1951) è una scrittrice statunitense.
Laureatasi in antropologia presso l'Università del Texas di Austin con una specializzazione in archeologia, deve il suo successo alla serie di mystery incentrati sul personaggio del principe Meren, uomo di fiducia del giovane Tutankhamon, faraone d'Egitto intorno alla metà del XIV secolo a.C.. È proprio grazie a questa serie che è stata considerata da vari egittologi per l'accurata descrizione della vita nell'Antico Egitto. Attualmente, vive in nelle colline al centro-sud del Texas insieme al marito.

## Opere

### Romanzi singoli
- Heart of the Falcon, maggio 1990
- Lord of the Dragon, settembre 1995
- The Engagement, giugno 1996
- The Rescue, febbraio 1998
- The Treasure, aprile 1999
- Just Before Midnight, febbraio 2000
- The Legend, marzo 2001
- Never Trust a Lady, agosto 2003

### SerieLady
- Lady Gallant, febbraio 1992
- Lady Hellefire, giugno 1992
- Lady Defiant, gennaio 1993
- Lady Valiant (1993)
- Lady Dangerous, marzo 1994

### Serie della FamigliaSt. John
- Lady Valiant, giugno 1993
- Lord of Engagement, gennaio 1995

### Serie del principe Meren
La serie è detta anche Le indagini del principe Meren alla corte di Tutankhamon
1. L'ombra di Anubi [Murder in the Place of Anubis], traduzione di Alessandro Zabini, TEA, 2002  [1994], ISBN 978-8850201884.
2. Il respiro di Amon [Murder at the God's Gate], traduzione di Alessandro Zabini, TEA, 2002  [1995], ISBN 978-8850201891.
3. Il papiro spezzato [Murder at the Feast of Rejoicing], traduzione di Alessandro Zabini, TEA, 2003  [1996], ISBN 978-8850203116.
4. La divoratrice di anime [Eater of Souls], traduzione di Alessandro Zabini, TEA, 2004  [1997], ISBN 978-8850204892.
5. Il bevitore di sangue [Drinker of Blood], traduzione di Alessandro Zabini, TEA, 2005  [1998], ISBN 978-8850207411.
6. Sterminatore di dei [Slayer of Gods], traduzione di Alessandro Zabini, TEA, 2006  [2001], ISBN 978-8850211852.

Acclamati dalla critica locale, i sei romanzi sono stati pubblicati negli Stati Uniti dalla Ballantine Books, e in Italia dalla TEA. Inoltre, in The Mammoth Book of Egyptian Whodunnits (libro scritto ed edito da Mike Ashley nel mese di ottobre 2002) appare una breve (e per il momento ultima) storia con protagonista lo stesso Meren, il cui nome è Heretic's Dagger.